# Louis Tomlinson
Louis William Tomlinson (születési nevén Louis Troy Austin; Doncaster, 1991. december 24. – ) angol énekes, dalszerző és színész. A One Direction fiúegyüttesben lett ismert. Színészként az ITV drámában, az If I Had You-ban és a BBC által készített Waterloo Roadban mutatkozott be. 2010-ben részt vett egy meghallgatáson a brit The X Factor tehetségkutatóba. Miután szólóelőadóként kiesett, másik négy résztvevővel megalapították a One Directiont és a döntőig jutottak.
A 2016-os hiátus bejelentése után kiadta a Just Hold On debütáló kislemezét 2016 decemberében. A Brit kislemezlistán második helyig jutott és platinalemez lett az országban. 2017-ben kiadta a Back To You-t Bebe Rexha közreműködésével, amely platinalemez lett az Egyesült Államokban és az Egyesült Királyságban is. 2018-ban visszatért a The X Factor tizenötödik évadába, mint zsűritag. Ő lett az első korábbi résztvevő a sorozat történetében, akinek a mentoráltja megnyerte a tehetségkutatót.
2019-ben kiadta Two of Us, Kill My Mind, We Made It, Don’t Let It Break Your Heart és Walls kislemezeit, a 2020. januári Walls albumáról.
2013-ban leigazolta a Championshipben játszó Doncaster Rovers. Ugyanebben az évben megalapította a saját kiadóját, a Triple Stringst a One Direction kiadójának, a Syco-nak az alvállalkozásaként. 2017-ben az egyik legbefolyásosabb brit előadójának választották.

## Korai évek
Tomlinson Doncasterben született, South Yorkshirebenn Johannah Poulston és Troy Austin gyermekeként, akik elváltak, mikor még fiatal volt. Elidegenedett apjától, átvette nevelőapja, Mark Tomlinson nevét. Hat féltestvére van édesanyja oldaláról: Lottie (1998–), Félicité (2000–2019), és az ikerpár Phoebe és Daisy (2003–) Poulston Markkal kötött házasságából. Ezek mellett az ikerpár, Doris és Ernest (2014–) Poulston Dan Deakinnel kötött házasságából. Apja oldaláról egy féltestvére van, Georgia (1999–).
A Hall Cross Schoolba és a Hayfield Schoo-ba járt gyerekként. A Hayfieldben elbukta az A levels vizsgáját és ezért visszament a Hall Crossba. Több helyen is dolgozott, többek között a Vue moziban és a Doncaster Rovers stadionjában, pincérként. Tomlinson és két testvére szerepelt a Fat Friends-ben, amely után Barnsleyban járt egy művészeti iskolába. Szerepelt a az ITV drámában, az If I Had You-ban és a BBC által készített Waterloo Road-ban. A Hall Crossban több musicalben is fellépett. Elmondta, hogy nem tanult sokat iskolában, de élvezte hogy barátaival lehetett és zenével foglalkozhatott. A Grease-ben kapott Danny Zuko szerep miatt lett motivált, hogy elmenjen egy meghallgatásra a The X Factorba.

## Karrier

### 2010: aThe X Factor
A Hall Crossban Tomlinson több musicalben is fellépett. Ezekben való szereplése miatt lett ambiciózus. A Grease-ben kapott Danny Zuko szerepe miatt lett motivált, hogy elmenjen egy meghallgatásra a The X Factorba. Egy 2017-es interjúban később azt mondta, hogy az is motiválta, hogy az együttese kirúgta, miután az iskolájába jött egy új énekes, és őt helyezték a helyére. 2009-ben volt először meghallgatáson, ahol nem jutott túl az első körön.
2010-ben részt vett egy meghallgatáson a tehetségkutató hetedik évadára. A Hey There Delilah-t adta elő a Plain White T-től. Eljutott a sorozat tábor köréig, ahol kiesett a „Fiúk” kategóriában. Ezután Nicole Scherzinger ötlete alapján összerakták őt négy másik résztvevővel Niall Horannel, Zayn Malikkal, Liam Payne-nel és Harry Stylesszal egy együttesbe és áthelyezték a „Csoportok” kategóriába. Az együttes két hetet kapott, hogy megismerjék egymást és próbáljanak. Styles ötlete volt a One Direction név. Az első közös daluk a Torn akusztikus verziója volt. Cowell azt mondta, hogy ez a teljesítményük győzte meg „magabiztosak voltak, szórakoztatók, mint egy baráti társaság.” Az első négy hét után ők voltak Cowell utolsó előadója a versenyben. Gyorsan népszerűek lettek az Egyesült Királyságban. Harmadikak lettek a versenyben és a döntő után a daluk, a Forever Young kiszivárgott az internetre.

### 2011-2015: One Direction

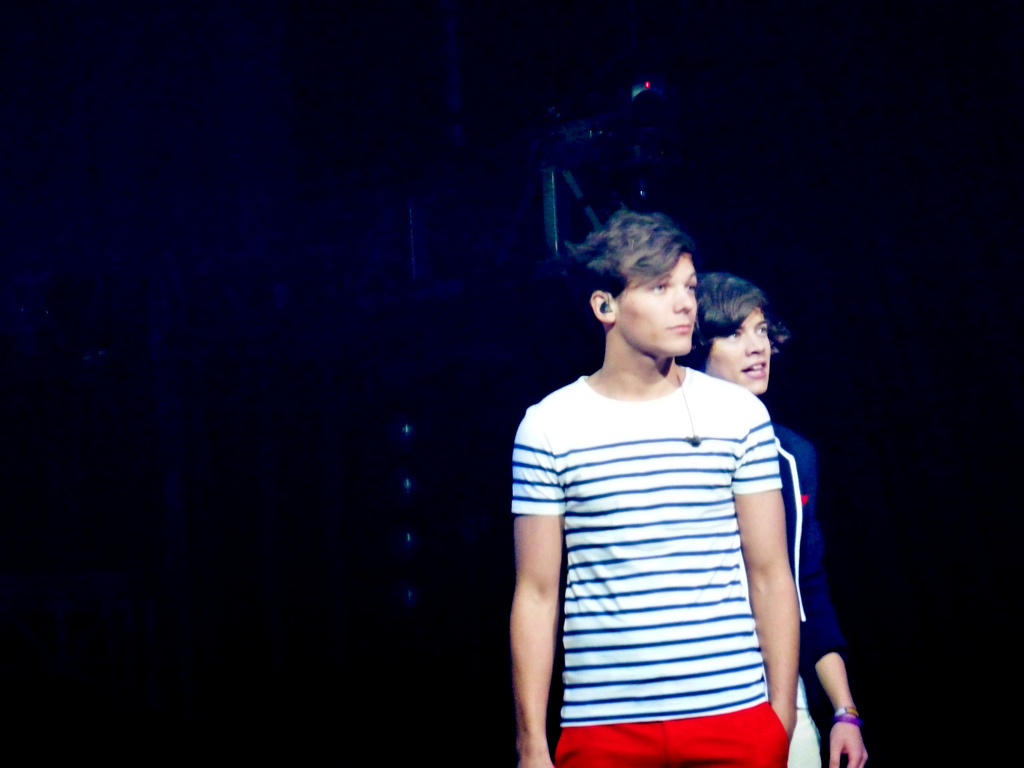
Louis Tomlinson és Harry Styles (háttérben) 2012-ben

A The X Factor befejezte után bejelentették, hogy az együttes aláírt egy 2 millió fontos szerződést Simon Cowell Syco Records kiadójával. 2011 januárjában kezdtek el dolgozni az első albumukon, Los Angelesben. A One Direction: Forever Young (Our Official X Factor Story) könyvet a HarperCollins februárban adta ki. Ugyanebben a hónapban az együttes és más versenyzők a The X Factorból részt vettek az X Factor Live turnén. Áprilisban folytatták a munkát az albumon, amelyet Stockholmban, Londonban és Los Angelesben végeztek Carl Falk, Savan Kotecha, Steve Mac, és Rami Yacoub producerekkel.

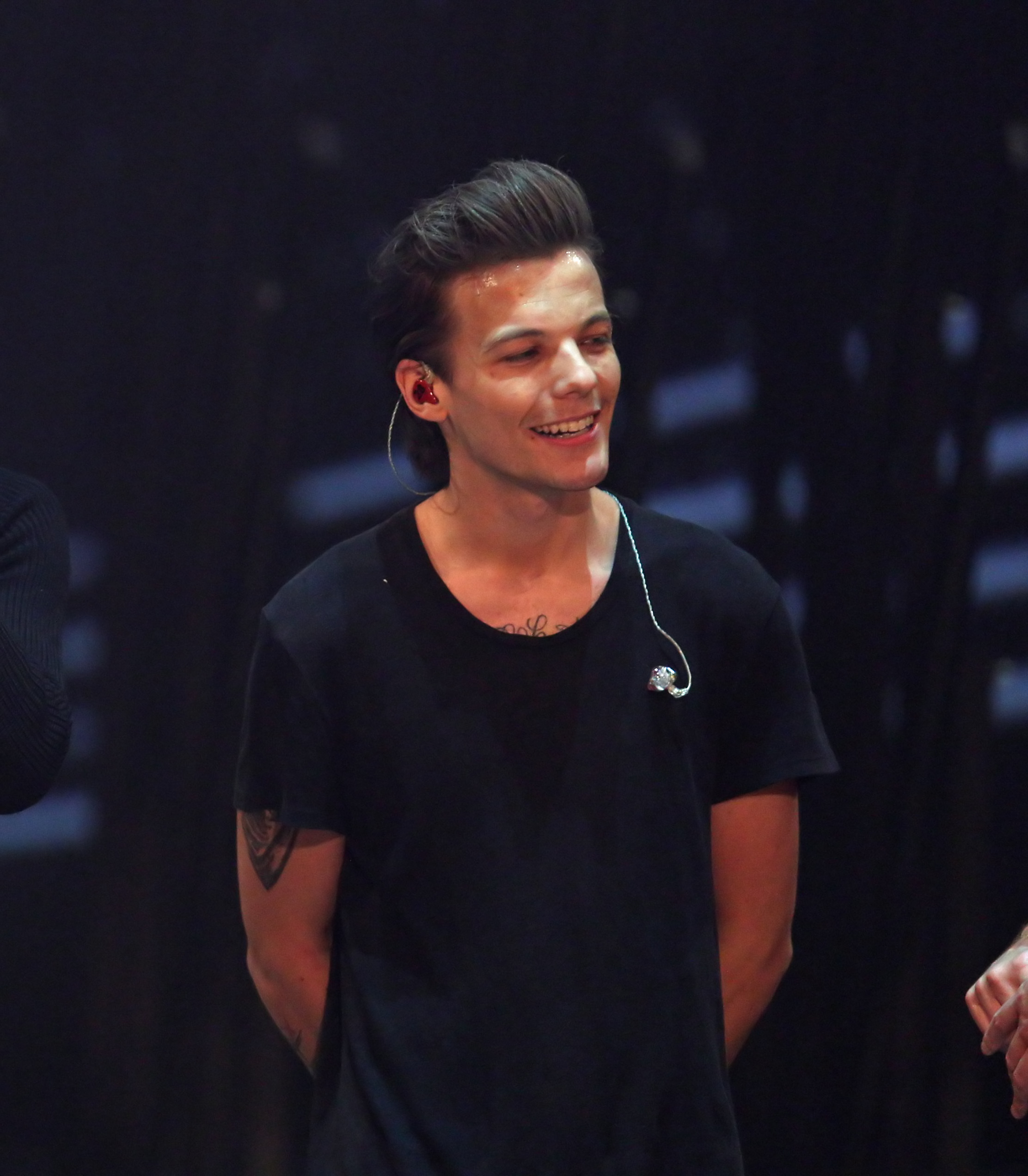
Louis Tomlinson egy grazi One Direction koncerten 2014-ben

Az együttes első kislemezét, a What Makes You Beautifult 2011 szeptemberében adták ki, és nemzetközi siker lett. Első helyet ért el a Brit kislemezlistán, miután minden idők legtöbbet előrendelt dala lett a Sony Music Entertainment történetében. Ebben a novemberben jelent meg az Up All Night albuma Írországban és az Egyesült Királyságban. Nemzetközileg az Up All Night 2012 márciusában jelent meg, amivel a One Direction lett az első brit együttes, akinek a debütáló albuma első helyet ért el az Egyesült Államokban. Az album megjelenése után az Up All Night Tour keretei között léptek fel. Az turné 62 fellépésből állt, amely kereskedelmileg és kritikai szempontból is pozitívan volt fogadva, a jegyeket perceken belül adták el. Megjelent a turnéról egy koncertfilm is, Up All Night: The Live Tour címen 2012 májusában. 2012 szeptemberében kiadták a Live While We’re Young kislemezt. A Little Things lett az együttes második első helyezett kislemeze az Egyesült Királyságban. 2012 novemberében megjelent a One Direction második stúdióalbuma, a Take Me Home. Nemzetközi sikernek örvendett, 35 országban érte el a legelső helyet a slágerlistákon, Magyarországon a másodikat. Mikor elérték az első helyet a Billboard 200-on, ők lettek az első fiúegyüttes az Egyesült Államok slágerlistáinak történelmében, akiknek két első helyezett albumok volt egy naptári évben és 2008 óta az első együttes, akiknek két első helyezett albuma volt egy naptári évben. A megjelenés után megkezdték a Take Me Home turnét. A turné 123 fellépésből állt Európában, Észak-Amerikában, Ázsiában és Óceániában. A jegyeladások elértek több, mint 300 ezret egy napon belül az Egyesült Királyságban és Írországban, amelyben benne volt hat teltházas este a O2 Arenában, Londonban. Ausztráliában és Új-Zélandon több, mint 15 millió dolláros bevételt hozott, mind a 190 ezer jegyet eladva a 18 koncertre. Pozitív kritikákat élvezet az együttes a turné alatt, amit főleg az elő énekhangjuk és az előadói hozzáértésük miatt kaptak. Összességében 1.635 millió jegyet adtak el 134 koncertre, amivel 114 millió dollár bevételt generáltak.
2013. november 25-én kiadták a Midnight Memories albumot, amely 2013 legsikeresebb albuma lett. A Best Song Ever, az album első kislemeze az eddigi legmagasabb pozíciót elérő kislemezük az Egyesült Államokban, 2. hellyel. 2013. május 16-án , ez együttes bejelentette az első stadionturnéját, a Where We Are Tourt. A jegyek perceken belül elkeltek, és a rajongói igények miatt hozzáadtak fellépéseket a turnéhoz. 69 koncertjük volt, és átlagosan 49 ezer rajongó tekintette meg ezeket. Több, mint 290 millió dollár bevételt hozott a turné, amivel 2014 legsikeresebb, minden idők legsikeresebbje egy vokális együttes által és minden idők 15. legsikeresebb turnéja lett. 2014 novemberében adták ki negyedik stúdióalbumukat, a Fourt. A Steal My Girl és a Night Changes voltak az album kislemezei, melyek közül mindkettő platinalemez lett. Ezzel az albummal a One Direction lett az első együttes a Billboard 200 történetében, amelynek az első négy stúdióalbuma első helyen debütált. 2015 novemberében, a Made in the A.M., az ötödik stúdióalbumuk megjelent. Az albumról a Drag Me Down és a Perfect voltak a kislemezek, amelyek több országban is első helyen debütáltak. A kiadás után az együttes egy hiátus mellett döntött.

### 2016-napjainkig: szólóprojektek,Wallsés aFaith In The Future

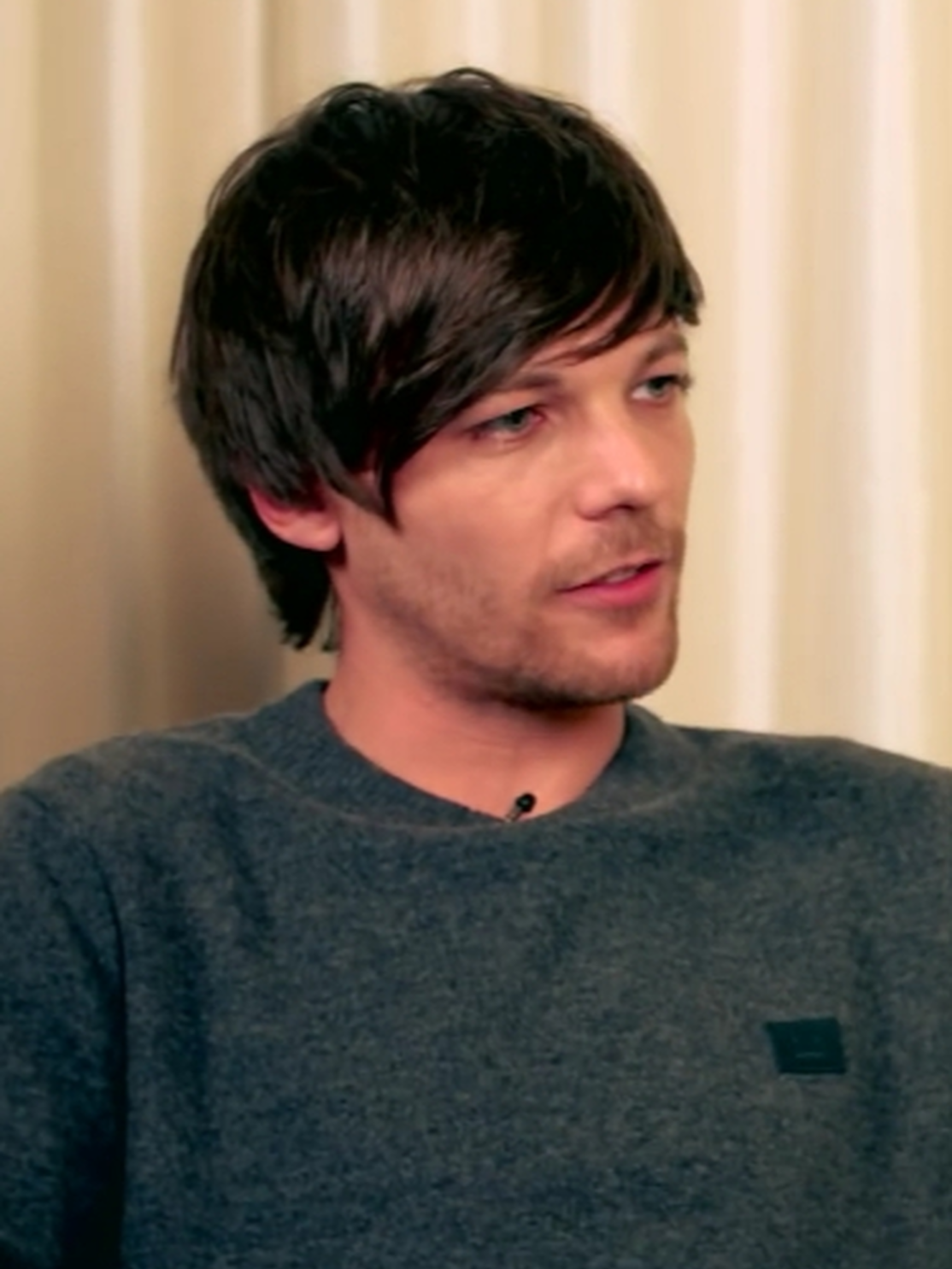
Louis Tomlinson 2019-ben egy MTV-vel készített interjú alatt

A 2015-ös The X Factor-ban zsűriként vett részt. Tomlinson elmondta, hogy érdekelt lenne, hogy véglegesen csatlakozzon a műsorhoz a hiátus alatt, ha megkérik. 2015-ben alapította a saját kiadóját, a Triple Stringst. Riportok szerint dolgozott Cowell-lel, hogy összeállítsanak egy lányegyüttest 2015-ben. 2016 márciusától szünetelt hivatalosan a One Direction. Tomlinson kiadta a Just Hold Ont, mint az első kislemezét Steve Aokival. Tomlinson a dalt elhunyt édesanyjának ajánlotta. A kislemez második helyen debütált a Brit kislemezlistán.
2017 júliusában Tomlinson kiadta a Back To You-t, amelyen Bebe Rexhával és Digital Farm Animalsszel dolgozott együtt. Tomlinson aláírt az Epic Records-hoz. 2017 októberében kiadta a Just Like You kislemezét, amely 99. helyig jutott a Brit kislemezlistán. Ezután megjelentette a Miss You-t, amely 39. helyig jutott.
2018 júliusában bejelentette, hogy zsűri lesz a The X Factor tizenötödik évadában Simon Cowell, Robbie Williams ls Ayda Field mellett. Tomlinson a „Fiúk” kategória mentora volt. Ő lett az első volt-résztvevő a sorozat történetében, akinek a mentoráltja megnyerte a tehetségkutatót, Dalton Harris személyében. 2019 februárjában bejelentette, hogy 2020 elején fogja kiadni debütáló albumát. Az első kislemezt az albumról, a Kill My Mindot szeptemberben adta ki. Aláírt az újraindított Arista Records-szal. Az első kiadása a kiadóval a Two of Us volt.
2019. október 23-án adta ki a We Made It kislemezt. Ugyanezen a napon bejelentette, hogy turnézni fog a Louis Tomlinson World Tour keretei között, amely 5 hónapig fog tartani, 20 különböző országban. Ugyanekkor bejelentette, hogy az album címe Walls lesz és 2020. január 31-én fog megjelenni. 2019. november 23-án jelentette meg a Don’t Let It Break Your Heartot és 2020. január 17-én pedig a Walls kislemezt. 2020. január 31-én megjelent a debütáló albuma, a Walls. Az album negyedik helyen debütált a UK Albums Charton és 9. helyen a Billboard 200-on, amivel 9 éve az Arista Records legjobban teljesítő albuma lett. 2020 nagy részét turnézással töltötte volna, de a COVID-19 járvány miatt el kellett halasztania a turnét 2021-re.
2020 júliusában bejelentette, hogy elhagyta a Syco Musicot és azt, hogy elkezdte új albuma írását. 2021 májusában Tomlinson bejelentette, hogy globális szerződést írt alá a BMG-vel második albumának kiadásáról.
Tomlinson 2020. december 12 -én tartott digitális koncertet „Live From London” címmel, amelyre több mint 160 ezer jegyet adtak el, ezzel megdöntve a rekordokat, mint az év egyik legnézettebb élő közvetítésű koncertje amit férfi szólóénekes tartott, összességében pedig a harmadik. A bevételt különböző jótékonysági szervezetek ajánlották fel. 2021 júliusában Tomlinson bejelentette, hogy ünnepelni fogja az élő zene visszatérését azáltal, hogy fellép az általa kitalált és megalkotott The Away From Home Fesztiválon, 2021. augusztus 30-án Londonban. A koncertjéről készült egy rövid dokumentumfilm is.
2022. augusztus 31-én bejelentette második stúdióalbumának, a Faith in the Future érkezését, ami 2022. november 11-én jelent meg.

## Művésziesség
A One Direction tagjaként Tomlinson többet adott hozzá az együttes dalszövegeihez az utolsó három albumon, mint bárki más a tagok közül. Összességében 38 dalon dolgozott dalszövegíróként az együttes karrierje alatt, többek között a „No Control”-on és a „Home”-on. Savan Kotecha Tomlinsont nevezi meg, mint a fő okot, hogy a One Directon hangzása elment egy rockosabb, felnőttebb irányba.
Tomlinson korai befolyásai Robbie Williams, a The Fray és Ed Sheeran voltak. Egy Now magazinnal készített interjúban a következőt mondta: „Mindig is szerettem Robbiet. Bármit megtehet és megússza. Az előadásmódja hihetetlen.” Ed Sheerant pedig fenomenálisnak írta le.
A szóló karrierjében Tomlinson első öt kislemezének stílusaiban változatos volt, EDM-től elkezdve szintipopon át rockig. Egy BBC-vel készített interjúban a „Miss You” megjelenése után elmondta, hogy szövegileg az albumát az Arctic Monkeys és az Oasis inspirálta, míg további inspirációk Sam Fender, Amy Winehouse, Catfish és a Bottlemen volt. A következőt mondta:
A célom ezzel az albummal nem az volt, hogy ilyen hollywoodi dalokat írjak és valami őrült szerelmi történetről énekeljek. Annyira unom ezeket… Mivel északról származom az Arctic Monkeyst és az Oasist szeretve nőttem fel. És ahogy ők történetet mesélnek, az annyira könnyed. Igazi és őszinte, tudod? Na, bárki az Arctic Monkeysból zaklatott lenne, ha hallaná, hogy így beszélek, de van egy út, hogy bevezessük a társalgási őszinteséget a popba.
A „Kill My Mind”-ről a MTV Newson azt írták, hogy „Louis Tomlinson úgy hangzik, mint a britpop sztár, akinek született”.

## Labdarúgás

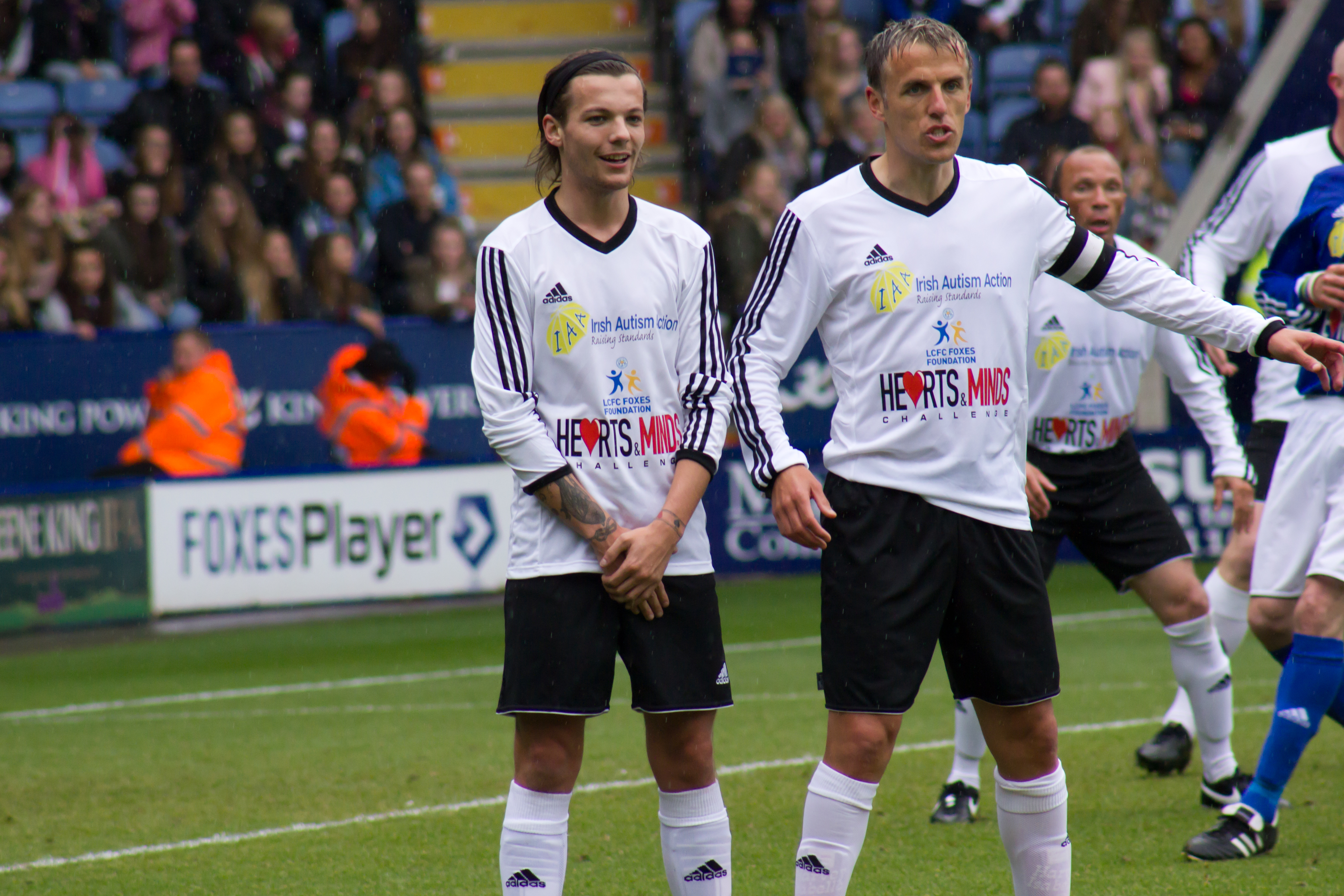
Louis Tomlinson és Phil Neville

Tomlinson először a Three Horseshoesban játszott egy jótékonysági meccsen. Miután egy jó teljesítményt mutatott, a Doncaster Rovers leigazolta szerződés nélkül. Tomlinson utánpótlás mérkőzéseken játszott volna, miközben a One Directionben énekelt. A 2013-2014-es szezonra a 28-as mezszámot kapta. Tomlinson a következőt mondta: „Hihetetlen, tényleg. Nagy futballrajongó voltam hosszú ideig és DOncasterben nőttem fel. Nagyon sok meccsen voltam a Keepmoat-ban. Hogy része lehessek ennek a klubnak, ez eszméletlen.” A Rovers menedzsere, Paul Dickoy pedig a következőt mondta viccként: „A szezon előtti felkészülést kihagyta és Amerikában nyaral, szóval jó lenne ha minél hamarabb megérkezne.”

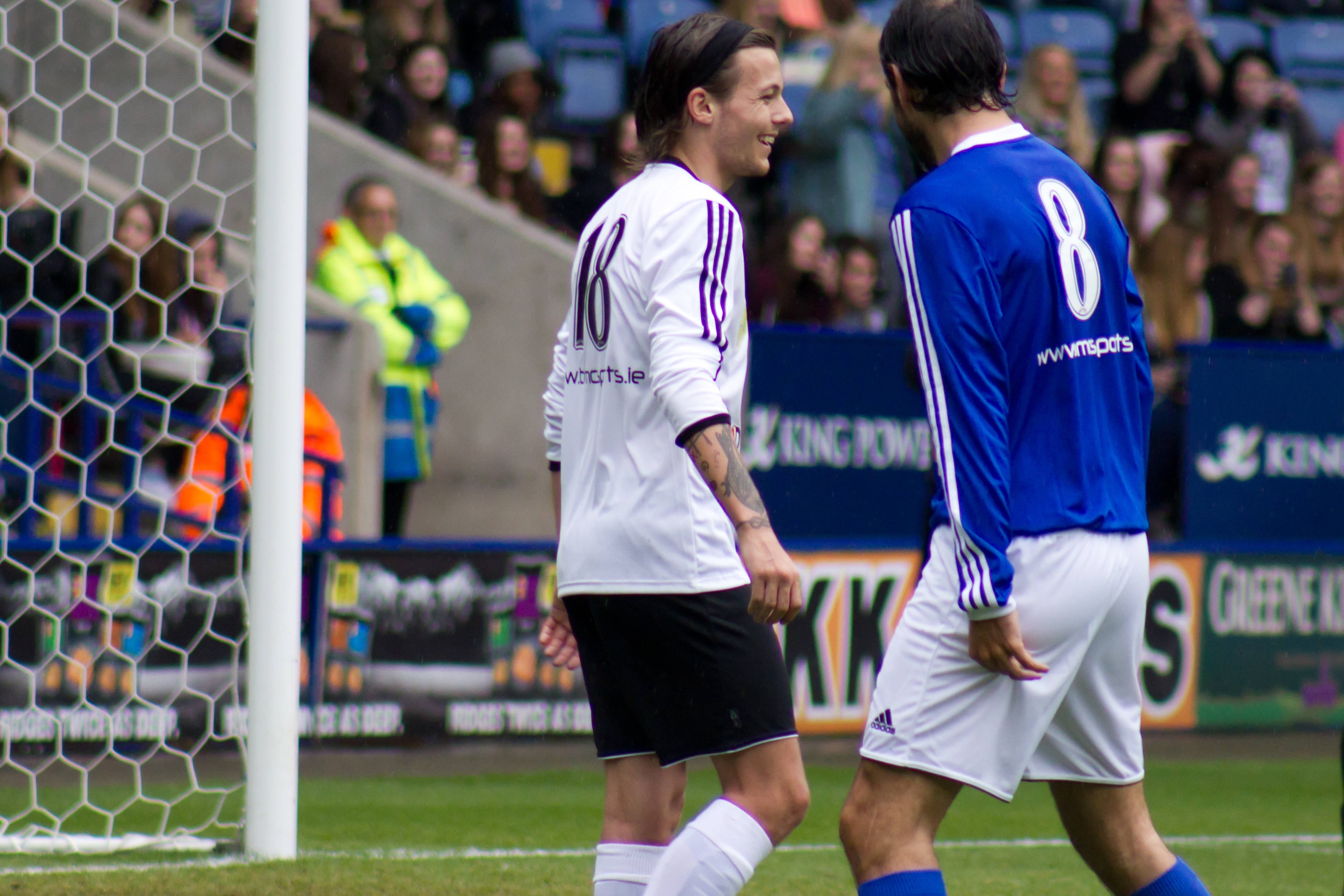
Louis Tomlinson és Robert Pires

2013. szeptember 3-án bejelentették, hogy Tomlinson debütálni fog a Central League mérkőzésen a Scunthorpe United ellen. Szeptember 8-án Tomlinson játszott a Celtic színeiben Sztilijan Petrov jótékonysági meccsén. A mérkőzés közben Tomlinson megsérült egy Gabriel Agbonlahorral történt ütközés után. Agbonlahor ez után rossz bánásmódban részesült a One Direction rajongóitól, amelynek köszönhetően bocsánatot kért. A sérülés miatt nem tudott pályára lépni a Scunthorpe ellen.
A debütálása így csak 2014. december 26-án jött csereként a Rotherham United ellen. Tomlinson később részt vett Niall Horan Charity Football Challenge-én 2014. május 26-án a King Power Stadionban. 2014. június 19-én Tomlinson és John Ryan bejelentette, hogy tulajdonosként átvették az irányítást a Doncaster Rovers felett. Később elmondták, hogy az átvétel nem lett sikeres, de Tomlinson része fog maradni a csapatnak.
Tomlinson visszatért a Celtic Parkba 2014. szeptember 7-én, hogy részt vegyen a MAESTRO Charity Match-en, Rio Ferdinand Stars csapatának részeként Paul McStay Maestros csapata ellen. A mérkőzésen 25 ezer néző volt, és a bevételek az UNICEF, a War Child, a Celtic Foundation és a Rio Ferdinand Foundation javára jutottak.

## Filantropizmus
Miközben a One Direction együttesként is sokat jótékonykodott, Tomlinson is sok jótékonysági eseményben vett részt az együttesen kívül. Liam Payne-nel együtt házigazdái voltak a Believe in Magic jótékonysági bálon, amely beteg gyerekeket segít. Egy licitháborúba keveredett Payne-nel, hogy befesthesse a One Direction-társának arcát 10 ezer fontért. Ő maga 2 millió fontot adományozott a Believe in Magcinek, míg Payne-nel együtt ez 5 millió dollár fölé emelkedett.
Tomlinson éveken keresztül jótékonykodott. A Bluebell Wood Children’s Hospice-szal sokat dolgozott együtt és az egyik fő pártfogójuk. A One Direction hiátusa alatt Tomlinson még többet akart jótékonykodni: „Az én életkoromban és az, hogy ilyen pozícióban lehetek, hogy segítsek és adjak lehetőséget más embereknek az egyik legizgalmasabb dolog.” Sarah Hest, akinek a családját kisegítette az énekes, a következőt mondta: „Az emberek nem ismerik az igazi Louis-t, Jay elmondta, hogy amikor Louis-nak van egy rossz médianapja, azt mondja neki, hogy »gyere anya, tegyünk valakit ma boldoggá.« Ilyen ember Louis.”
2016 áprilisában Tomlinson csatlakozott a Soccer Aid 2016 csapatához, ami egy két évente megrendezett jótékonysági UNICEF mérkőzés. Az Anglia csapatban játszott, Robbie Williamsszel, Olly Mursszel, Paddy McGuinness-szel, Jack Whitehall-lal, Marvin Humesszal és John Bishoppal. Tomlinson Niall Horan ellen játszott, aki a Világ többi része csapatban játszott.
Tomlinson megosztott linkeket, adományozott és támogatta a Black Lives Matter mozgalmat 2020 májusában és júniusában. Részt vett a londoni George Floyd tüntetéseken élettársával, Eleanor Calderrel.

## Magánélete
Tomlinson 2011-ben kezdett el randizni az akkor tanuló Eleanor Calderrel. 2015 márciusában szakítottak, de 2017 eleje óta újra kapcsolatban vannak. 2022 elején szakítottak.
2015 augusztusában bejelentették, hogy Tomlinson és Briana Jungwirth gyermeket várnak. A párnak 2016 januárjában született meg kisfia, Freddie Reign Tomlinson.
Tomlinson kapcsolatban volt Danielle Campbell színésszel 2015 novemberétől 2016 decemberéig.
2016 decemberében Tomlinson anyja, Johannah Deakin leukémiában meghalt.
2017. március 4-én a Los Angeles-i Nemzetközi Repülőtéren letartóztatták egy paparazzi és agresszív rajongókkal való veszekedés után. Rossz magatartás vádjával tartóztatták le, de nem sokkal később letette az óvadékot. 2017 áprilisára megoldódott a probléma és a vádakat elengedték egy másik paparazzi által készített felvételek alapján. Tomlinson ügyvédje, Marty Singer a Rolling Stone-nak ezt mondta: „A paparazzi provokálta és az okozója volt a történéseknek Louis-val ma reggel. Ez nem az első vagy utolsó alkalom, hogy egy paparazzi ilyen helyzetet okozott.”
2019 márciusában Tomlinson húga, Félicité Tomlinson elhunyt egy véletlen túladagolás után.

## Diszkográfia

### Stúdióalbumok
- Walls (2020)
- Faith in the Future (2022)

## Filmográfia
| Év   | Cím                             | Szerep | Jegyzet                     |
| ---- | ------------------------------- | ------ | --------------------------- |
| 2013 | One Direction: This Is Us       | Önmaga | Dokumentum-, és koncertfilm |
| 2014 | Where We Are – The Concert Film | Önmaga | Koncertfilm                 |
| 2021 | Away From Home                  | Önmaga | Dokumentum-, és koncertfilm |
| 2023 | All Of Those Voices             | Önmaga | Dokumentum-, és koncertfilm |

| Év   | Cím           | Szerep                   | Jegyzet                       |
| ---- | ------------- | ------------------------ | ----------------------------- |
| 2006 | If I Had You  | Holttestet megtaláló fiú | ITV dráma                     |
| 2006 | Waterloo Road | Extra                    | BBC sorozat                   |
| 2012 | iCarly        | Önmaga                   | A One Direction epizódban     |
| 2016 | Family Guy    | Önmaga                   | A Fuss, Chris, fuss epizódban |
| 2018 | The X Factor  | Zsűri, mentor            | 15. évad                      |

## Díjak és jelölések
| Év   | Díjátadó                   | Kategória                                 | Eredmény | For.   |
| ---- | -------------------------- | ----------------------------------------- | -------- | ------ |
| 2017 | Radio Disney Music Awards  | Legjobb közreműködés                      | Jelölve  |        |
| 2017 | Teen Choice Awards         | Choice Music: Közreműködés – Just Hold On | Elnyerte | [ 92 ] |
| 2017 | Teen Choice Awards         | Choice elektronikus/dance dal             | Jelölve  | [ 92 ] |
| 2017 | Teen Choice Awards         | Choice Male Hottie                        | Jelölve  | [ 92 ] |
| 2017 | BreakTudo Awards           | Nemzetközi új előadó                      | Elnyerte | [ 93 ] |
| 2017 | MTV Europe Music Awards    | Legjobb brit előadó                       | Elnyerte | [ 94 ] |
| 2018 | IARA Awards                | Legjobb férfi előadó                      | Jelölve  | [ 95 ] |
| 2018 | iHeartRadio Music Awards   | Legjobb szóló áttörés                     | Elnyerte | [ 96 ] |
| 2018 | Teen Choice Awards         | Choice: Férfi előadó                      | Elnyerte | [ 97 ] |
| 2019 | National Television Awards | TV bíra                                   | Jelölve  |        |
| 2019 | Billboard Music Awards     | Legjobb közösségi előadó                  | Jelölve  |        |
| 2019 | Teen Choice Awards         | Choice Single: Férfi előadó               | Elnyerte | [ 98 ] |
| 2019 | BreakTudo Awards           | Nemzetközi rajongók                       | Jelölve  | [ 99 ] |
| 2020 | TDY Awards                 | Az év albuma – Walls                      | Elnyerte |        |
| 2020 | TDY Awards                 | Legnagyobb crush                          | Jelölve  |        |
| 2020 | iHeart Radio Music Awards  | Legjobb rajongói tábor                    | Jelölve  |        |

## Turnék

### Headliner
- Louis Tomlinson World Tour (2020–2022)
- Faith In The Future Word Tour (2023-)